# Смит, Кори (футболист, 2002)
Кори Смит (англ. Corey Smith; род. 22 ноября 2002, Джорджтаун, Британские заморские территории) — кайманский футболист, вингер футбольной команды Христианского университета Колорадо и сборной Каймановых островов.

## Клубная карьера
Футболом начал заниматься в академии местного кайманского клуба «Академи». В 2017 году в рамках кампании Excel Sports Management по развитию местных футбольных талантов в течение двух недель тренировался с молодёжной командой клуба «Ипсвич Таун». В том же году перешёл в «Ай Эм Джи Академи» во Флориде, где вошёл в символическую сборную новичков. В 2020 году поступил в Пресвитерианский колледж, где выступал за футбольную команду в конференции Big South. В 2023 году перевёлся в Христианский университет Колорадо, где продолжил играть в футбол.

## Карьера в сборной
В составе сборной до 15 лет принял участие в Чемпионшате КОНКАФ 2017. В дебютной игре против сборной Арубы забил гол на 80-й минуте, принеся сборной первую в истории победу. В 2019 году в составе сборной до 17 лет принимал участие в отборе к чемпионату КОНКАКАФ, но не смог пройти квалификацию. В 2020 году в составе сборной до 20 лет участвовал в чемпионате КОНКАКАФ, в том числе оформил дубль в первом матче группы против сборной Пуэрто-Рико.
3 июня 2022 года в матче группового этапа Лиги наций КОНКАКАФ против сборной Британских Виргинских островов дебютировал за первую сборную.